# 鲍文波
鲍文波（1970年8月—），吉林伊通人，汉族，中国共产党党员。中华人民共和国政治人物、第十三届全国人民代表大会黑龙江地区代表。

## 生平
2018年2月24日，当选为第十三届全国人大代表。
2024年6月，因涉嫌职务犯罪，被罢免黑龙江省人大代表职务。